# أي سي أي 4
أي سي أي 4 (بالإنجليزية: ICE 4) هو قطار ألماني سريع صنع عن طريق الشركة الألمانية المشهورة بومباردييه للنقل في سنة 2017.

## تاريخ
بدأت عملية تقديم العطاءات ليحل محل قاطرة trainsets / مدرب على شركة تابعة المسافة الطويلة، DB Fernverkehr الصورة، بين المدن و EuroCity خدمات القطارات. أشار الإعلان الأولي إلى أن العطاء سيكون من 100 إلى 130 قطارًا. لم يتم تحديد نوع قطار محدد ولم تنوي DB المشاركة في عملية التصميم - كلا القطارات ذات القاطرة مثل Railjet أو الأشكال المختلفة على ICE 3 واعتبر تصميم الاتحاد النقدي الأوروبي ليكون الخيارات. كانت القطارات الجديدة تحمل علامة ICX وكان من المتوقع أن تكون مشابهة في التصميم الجمالي لقطارات ICE3 ؛ من المتوقع أن تكون سرعة التصميم في حدود 200 إلى 250 كيلومتر في الساعة (120 إلى 160 ميل في الساعة) وتحسين كفاءة الطاقة في الوحدات التي تم استبدالها.

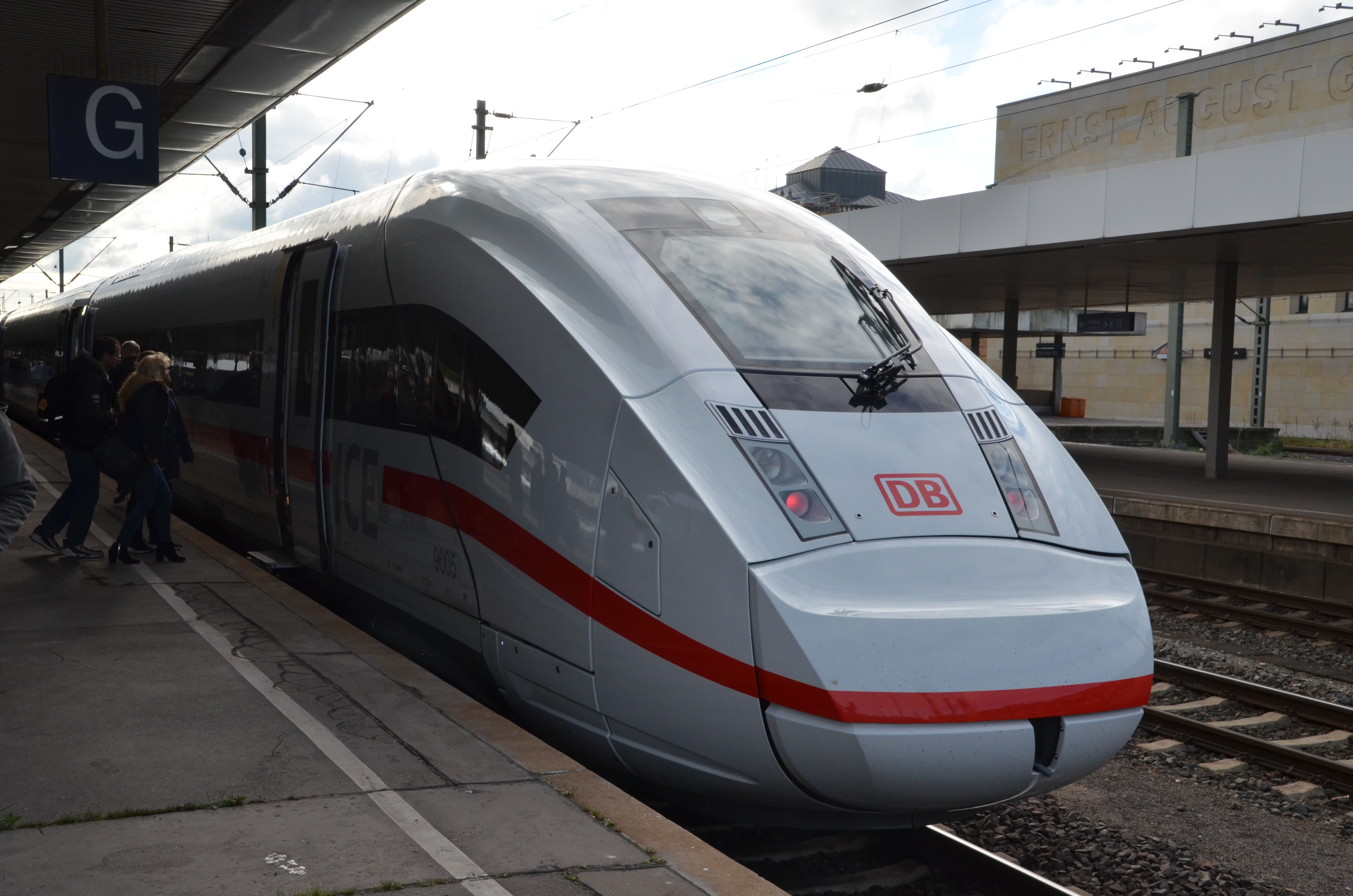
أي سي أي 4 في احدى المحطات الألمانية

تم توسيع نطاق عملية الشراء لاحقًا لتشمل بدائل لقطارات ICE 1 و ICE 2 بسرعة قصوى تصل إلى 280 كيلومترًا في الساعة (170 ميلًا في الساعة)، وزاد حجم الطلب إلى 300 قطار. وقد وردت عروض من ألستوم وسيمنس، مع محاولة سيمنس بما في ذلك بومباردييه للنقل كمقاول من الباطن. قيل إن العروض الأولية التي قدمت في عام 2009 كانت مرتفعة للغاية من قبل دي بي، حيث تجاوزت 5 مليارات يورو. في عام 2010، أعلنت DB أن سيمنز قد تم اختيارها كمقدم العطاء المفضل لمخطط الشراء، وفي 9 مايو 2011، وقعت DB و Siemens عقدًا لـ 130 قطارة ICx ، بالإضافة إلى 90 قطارًا إضافيًا سيتم إضفاء الطابع الرسمي عليها في تاريخ لاحق، مع وجود خيار لـ 80 مجموعة أخرى. كان من المقرر تسليم القطارات بحلول عام 2030، بقيمة تقدر بـ 220 صفقة قطار تقدر بحوالي 6 مليارات يورو. تم الإبلاغ لاحقًا عن حصة سيمنز في عقد مجموعات ما بين المدن بقيمة 3.7 مليار يورو للشركة، والتي ذكرت أنها «أكبر طلب في تاريخ الشركة».

في عام 2011، منحت Siemens شركة Bombardier Transportation عقدًا من الباطن لمساهمتها في المشروع بقيمة 2.2 مليار يورو، منها 1.3 مليار يورو لقطارات 130 بين المدن. تضمن عقد بومباردييه التحسين الهوائي الديناميكي للتصميم وتوريد الهياكل - المتوقع أن تأتي في البداية من مصنع Görlitz الخاص بها، مع تجميع مركبة القيادة في مصنع Hennigsdorf ، وعربات Flexx Eco المصنعة في مصنعها في Siegen . [6] أدى التغيير في الطلب الأولي من 10 إلى 12 سيارة بديلة لـ ICE (170 مركبة إضافية) إلى زيادة قدرها 336 مليون يورو في قيمة طلب Bombardier. [8]

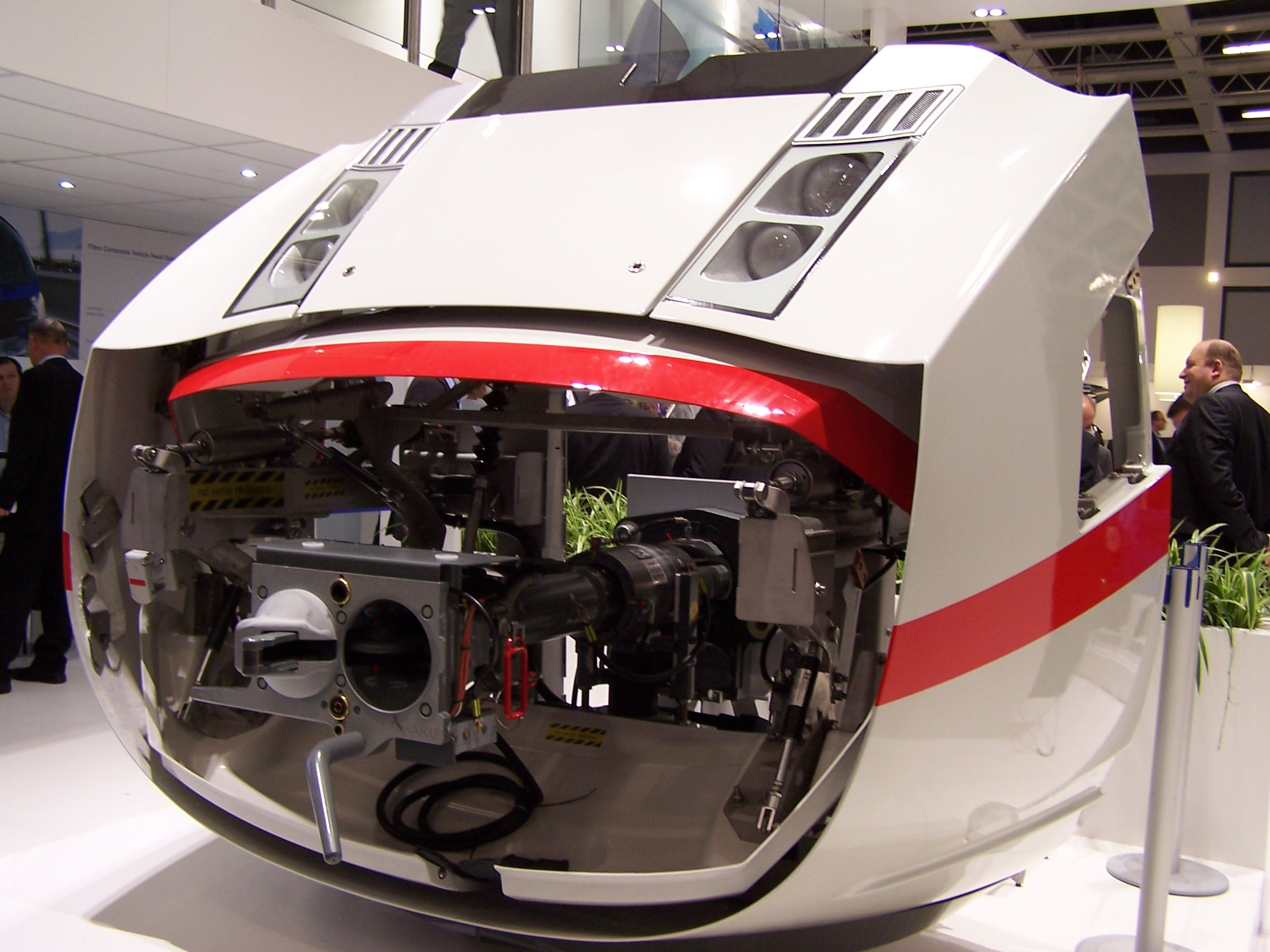
مقدمة القطار

يتم أيضًا توفير بودي شيلز من مصنع بومبارديير فروتسواف (بولندا) في عام 2015 ، تعاقدت بومباردييه مع شركة Panattoni Europe لبناء قاعة تصنيع إضافية تبلغ مساحتها 18357 مترًا مربعًا (197,590 قدمًا) لمصنع فروتسواف، لاستخدامها مبدئيًا في بناء قطارات ICx. [10]
منحت Faiveley (أواخر 2011 / أوائل 2012) عقود لتوريد معدات الفرامل، بما في ذلك الفرامل المسار المغناطيسي، وأنظمة الفرامل الكهربائية. وكذلك أنظمة تكييف الهواء للأبواب من أجل 130 وحدة بين المدن.
Voith ICx الواجهة الأمامية «نموذج بالحجم الطبيعي»، InnoTrans 2014
تم التعاقد مع Voith لتزويد أجزاء من أنف القطارات، بما في ذلك مقصورة GFRP ووحدة الأنف وأكشاك الفتح وأنظمة التوصيل وانحراف الثلج.
كان من المتوقع أن يبدأ بناء القطارات في عام 2013 ، مع تسليم قطرين قبل الإنتاج بحلول عام 2016.